# Albert Parsons
Albert Richard Parsons (Montgomery, 20 de junho de 1848 — 11 de novembro de 1887) foi um ativista anarquista nascido no sul dos Estados Unidos, onde inicialmente lutou contra a escravidão dos negros no Alabama. Casou-se com a também ativista Lucy Parsons, e os dois se transferiram para Chicago, onde atuaram  juntos  na luta por direitos básicos dos trabalhadores. Albert Parsons foi preso e julgado  culpado de conspiração, em consequência de um ataque a bomba à polícia, durante a revolta de Haymarket. Foi enforcado juntamente com August Spies, Adolph Fischer e George Engel. Entre os anarquistas de todo o mundo, Parsons é lembrado como um dos cinco mártires de Haymarket.